# 愛沙尼亞綠黨
愛沙尼亞綠黨是愛沙尼亞的綠黨。2007年議會選舉，綠黨以7.1的得票率拿下6席。2011年和2015年議會選舉，該黨未能跨越門檻進入議會。

## 外部連結
- 官方網站